# Nymphon sandersi
Nymphon sandersi is een zeespin uit de familie Nymphonidae. De soort behoort tot het geslacht Nymphon. Nymphon sandersi werd in 1982 voor het eerst wetenschappelijk beschreven door Child. 